# Enfant sorcier
Un enfant-sorcier est un enfant accusé de sorcellerie depuis sa naissance, souvent par sa propre famille. Répandu dans plusieurs pays d'Afrique subsaharienne, c’est un phénomène lié au mysticisme où les enfants sont victimes de violence, de maltraitances, de stigmatisation, de discrimination à vie et parfois même de l’infanticide. Les enfants « sorciers » sont des enfants rejetés, abandonnés par leurs parents dès le plus jeune âge. Ces enfants accusés de sorcellerie sont expulsés de leur foyer et vivent dans les rues. Pour survivre et pour échapper à des conditions de vie lamentables, les garçons vivent de pillages, de trafic de drogues et d’alcool. Quant aux filles, elles sont récupérées et exploitées par des proxénètes.

## Causes
Certains enfants en bas âge et adolescents en Afrique centrale sont victimes d'accusations  de sorcellerie. Il faut différencier  les enfants dits « sorciers » des enfants « mal nés » nom que l’on attribue dans le Golfe du Bénin aux enfants prématuré, ou qui aurait vu le jour le visage tourné vers le ciel ou les pieds ou les bras en avant. Ces enfants « mal nés » sont perçus comme émanant d'une autre forme de sorcellerie que les enfants sorciers. 
Ce phénomène s’est développé en même temps que l’essor des Églises de réveil dans le début des années 1990. L’insistance du combat spirituel dans ces églises s’accompagne de lutte contre les démons et ainsi de désignation de responsables des difficultés d’une personne. Des pasteurs ou des prophètes accusent ainsi fréquemment des enfants de sorcellerie. Les pasteurs proposent des exorcismes à des prix exorbitants pour les familles. Si les parents ne constatent pas de changements après la délivrance payée, beaucoup décident de rejeter leur "enfant sorcier" et de les laisser dans la rue .
Les origines des accusations de sorcellerie sont multiples. D’une part, les croyances liées à la sorcellerie sur ce qu’ils appellent « deuxième monde » peuvent être une des origines du phénomène de « l’enfant sorcier » car selon eux, ce deuxième monde serait un monde invisible ou seuls les enfants sorciers pourrait interagir avec la nuit et serait un « monde parallèle » totalement distinct du premier. D’autre part, ce ne sont pas seulement les croyances et les mythes à la sorcellerie qui sont l’unique cause de ces dires à propos de ces Ndoki (nom donné en Afrique aux enfants sorciers), le contexte urbain et sa croissance importante joue un rôle important également selon Joachim Theis ;  les facteurs économiques, politiques et sociaux, ce qu’on pourrait appeler la « multicrise » selon Filip De Boeck, peuvent également constituer une autre origine de ce phénomène. En effet, selon Filip de Boeck, la multicrise correspondrait à l’évolution de la société dans laquelle le marché économique, la consommation, la pression financière sont apparus et ont déclenché des transformations dans les structures familiales. Notamment, un dysfonctionnement de la famille ainsi qu’un bouleversement des relations entre les aînés et les cadets.

## Cibles ou personnes vulnérables
Les critères qui déterminent un enfant sorcier sont les mêmes dans presque toute l’Afrique subsaharienne ; au Bénin, au Burkina Faso, au Mali, au Nigeria, en République démocratique du Congo en passant par le Sénégal, la Côte d'Ivoire et Angola :
- un enfant prématuré ou même qui naît par exemple après une grossesse de huit mois ou qui sort en premier n’importe quel organe autre que la tête est déclaré enfant sorcier, ou même qui sort la tête en ayant le visage tourné vers la gauche, la droite ou vers le sol est aussi déclaré enfant sorcier ;
- Un enfant qui n’a pas poussé le premier cri à sa naissance, de même que celui dont la mère meurt en couche ou ayant quelques poils sur son corps à la naissance est déclaré enfant sorcier ;
- un enfant né avec des dents ou qui pousse ses premières dents avant l’âge de huit mois. De même, lorsque ses dents apparaissent sur la mâchoire supérieure, il est déclaré enfant sorcier ;
- un enfant qui marche précocement à sept ou huit mois ou souffrant d’une malformation ou d’un handicap mental ou physique n’est pas épargné de ce phénomène ;
- les enfants jumeaux et les enfants albinos sont aussi victimes de ce phénomène ;
- les enfants ayant un comportement insolite (têtu, agressif etc.), les enfants orphelins qui partent habiter chez un autre membre de la famille. Ainsi, les désaccords avec le beau-père ou la belle-mère peut être source d’une accusation ;
- tous les enfants ayant un handicap physique (grande tête, ventre ballon, etc.), une maladie physique (épilepsie, tuberculose etc.) et psychique (autisme, trisomie, etc.) ou étant surdoués.

Tous ces facteurs peuvent être sources d’une accusation de sorcellerie.

## Manifestations
Les discriminations, les violences et parfois même les assassinats sont généralement les manifestations de ce phénomène. Les assassinats des albinos, particulièrement en Tanzanie et au Burundi mais aussi au Zimbabwe, au Kenya, en RDC en Sénégal et en Côte d'Ivoire sont récurrents.
Malheur, maladie mort orphelins, malades, handicapés, abandonnés Abandon ou fuite de la famille, la Stigmatisation à vie sont les manifestations récurrentes de phénomène.